# گرین تاونشیپ، نیوجرسی
گرین تاونشیپ (به انگلیسی: Green Township) شهری در ایالت نیوجرسی کشور ایالات متحده آمریکا است که جمعیت آن در سرشماری سال ۲۰۱۰ میلادی، ۳٬۶۰۱ نفر بوده‌است.